# Памятник Сталину у входа в Канал имени Москвы
Па́мятник Ста́лину у входа в Канал имени Москвы — памятник И. В. Джугашвили (Сталину) у входа в Канал имени Москвы со стороны Московского моря (Московская область, СССР). Являлся частью скульптурной композиции с памятником Ленину. Воздвигнут в 1937 году. Скульптор — С. Д. Меркуров. Памятник монументального искусства. Уничтожен в 1962 году. В парке искусств «Музеон» хранится его уменьшенная копия.

## Описание
Памятник Сталину был установлен на берегу реки Волги, у начала Канала имени Москвы, при входе в шлюз № 1, на юго-восточной стороне. Он являлся частью архитектурного ансамбля: напротив его, с противоположной (северной) стороны канала был воздвигнут памятник Ленину. Обе фигуры создавали впечатление их господства над водной поверхностью.
Автор обоих памятников — С. Д. Меркуров.
Высота фигуры И. В. Сталина была 25 метров. Высота постамента — 12 метров. Вес памятника превышал 540 тонн.
Голова скульптуры Сталина была высечена из гранитного монолита. Её вес — 22 тонны. Для её установки был разработан специальный кран.
Меркуров С. Д. описывал памятник следующим образом:

И. В. Сталин изображён стремительно шагающим вперёд твёрдой, уверенной поступью. Правая рука его привычным жестом заложена за борт тужурки, левая сжимает свиток Конституции. В спокойном выражении лица переданы величие и стальная воля вождя трудящихся.

Вокруг памятников была создана система широких террас, к Волге спускались гранитные ступени. В тёмное время фигуры вождей подсвечивалась мощными прожекторами.

## История
Место для архитектурного ансамбля памятников Ленину и Сталину было выбрано наркомом НКВД СССР Г. Г. Ягодой 9 августа 1935 года. Создание монументов вождей было поручено С. Д. Меркурову.
Гранит для скульптур добывали у села Го́рбулев Житомирской области (УССР). Камнетёсы из гранитных глыб по чертежам и по макетам изготавливали составные части памятника. Бригадиром каменотёсов был резчик по граниту Я. В. Булкин. Процесс создания памятников шёл пять лет.
На запланированном месте установки памятника на почти 30-метровую глубину бурились шурфы, в 11-метровой яме заливался фундамент, который должен был выдержать скульптуру Сталина весом свыше 540 тонн. Объём фундамента под памятником — 1105 кубометров.
Открытие памятника состоялось 18 августа 1937 года.
На сооружение памятников Ленину и Сталину ушло около двадцати железнодорожных составов крупнозернистого серо-розового гранита, некоторые отдельные глыбы весили до ста тонн. Работу исполняли 670 гранитчиков и около пяти тысяч рабочих. Большую часть строителей составляли заключённые Дмитровлага.
Летом 1959 года в плечо памятника Сталину ударила молния, сдвинув один из блоков. Образовавшаяся щель между блоками была заделана.
В 1962 году, в ходе кампании «развенчания» культа личности Сталина и десталинизации памятник и постамент были уничтожены.
В 2018 году на месте памятника установлена табличка: «Здесь стоял памятник И. В. Сталину с 1937 г. по 1962 г.».
Уменьшенная копия памятника хранится в Москве, в парке искусств «Музеон»: см. Памятник Сталину (Музеон).